# 蕭特末
蕭特末（しょう とくまつ、生没年不詳）は、遼（契丹）の政治家。字は何寧。兄は蕭和尚。

## 経歴
太平年間、安東軍節度使に累進し、有能で知られた。太平11年（1031年）、召還されて左祗候郎君班詳穏となった。ほどなく左夷離畢に転じた。重熙10年（1041年）、北院宣徽使となった。重熙11年（1042年）、劉六符とともに北宋への使者に立ち、晋陽と瓦橋関以南の10県の地を割譲するよう求めた。宋側は10県の代わりに、歳幣を銀10万両と絹10万疋増額することを申し出てきた。帰国すると、同中書門下平章事の位を加えられた。西南の渾底甸に築城するよう命じられ、任務を終えて帰還すると、再び北院宣徽使となった。ほどなく死去した。

## 伝記資料
- 『遼史』巻86 列伝第16